# Cyathea hildebrandtii
Cyathea hildebrandtii là một loài dương xỉ trong họ Cyatheaceae. Loài này được Kuhn mô tả khoa học đầu tiên năm 1875.